# Fritz-Loewe-Plateau
Koordinaten: 67° 0′ S, 141° 34′ O
Das Fritz-Loewe-Plateau (französisch Plateau Fritz Loewe) ist ein bis zu 800 m hohes Gebiet im ostantarktischen Adélieland. Es liegt südlich des Port-Martin und bildet einen Teil des Antarktischen Eisschilds.
Französische Wissenschaftler benannten diese Hochebene 1977 nach dem deutschen Polarforscher Fritz Loewe (1895–1974).